# Димитър Несторов
Димитър Йосифов Несторов (на македонска литературна норма: Димитар Несторов) е лекар, български учител и опълченец, югославски политик.

## Биография
Роден в стружкото семейство на Йосиф и Наумка Несторови, той завършва българска прогимназия в Струга през 1902 година и българската класическа гимназия в Битоля през 1909 година. Български учител е в Струга след 1909 година. Заминава за Швейцария да следва медицина, но с избухването на Балканската война в 1912 година се завръща в България и постъпва като доброволец в Македоно-одринското опълчение (октомври 1912 – август 1913 година). Получава орден „За военна заслуга“ IV степен.
Заминава отново да учи в Швейцария, като завършва медицина в Женевския университет през 1918 година. След дипломирането си още две години остава там, заради активното си участие в дейността на македонските студентски дружества.
Завръща се в родната Струга и отбива военна служба към Кралството на сърби, хървати и словенци като военен лекар към болницата на Битолската дивизионна област (септември 1921 – ноември 1922 година). Над две десетилетия при сръбското и при българското управление на Вардарска Македония е лекар в Битоля: общопрактикуващ лекар (януари 1923 – юни 1932 година), началник на санитарното отделение на битолската община и ръководител на кожно-венерологичния диспансер в града (юли 1932 – октомври 1941 година), началник на областната дирекция по хигиената (ноември 1941 година – октомври 1944 година).
В междувоенния период Димитър Несторов страни от пряка политическа ангажираност, при все че вероятно симпатизира на левицата. При освобождението на Вардарска Македония през 1941 година е активен участник в българската обществена дейност в града. Включва се в дейността на българското читалище „Дамян Груев“ и е негов съосновател и председател.
Откъм 1943 година се свързва с Титовите партизани и веднага след тяхната победа от октомври 1944 година е кооптиран за член на АСНОМ и е повереник (ръководител) на здравеопазването за Битолски окръг (ноември 1944 година – април 1945 година).
Според спомените на Михаил Огнянов той
| „ | В национален план не вярваше в македонистката митология, но когато комунистите дойдоха на власт, сигурно се е преструвал, че я възприема. В съзнанието си носеше националните идеи на своето поколение и се отнасяше с уважение към България. | “ |

В първите години на Титова Югославия е издигнат на високи позиции в Скопие и Белград. Става член на Президиума на АСНОМ (от 30 декември 1944 година), подпредседател на наследилото го тяло Президиум на Народното събрание на Македония (25 април 1945 – 17 април 1946 година). Изпратен е в Белград като министър без портфейл и председател на Комитета за защита на народното здраве на ФНРЮ от 1946 година до края на 1948 година. Председател на Народното събрание на Народна Република Македония (30 декември 1947 година – 3 януари 1951 година).
Заради неговия „нездрав“ произход е деградиран от югомакедонистките структури на Лазар Колишевски. Отстранен е от всички политически функции. След няколкомесечно чиновничество в Министерството на здравеопазването на НРМ той е изпратен първо за ръководител на болницата в Битоля (1 август 1951 година - 31 юли 1952 година), а после - като редови лекар в Демир Хисар (1 август 1952 – 15 септември 1954 година). Ръководител на кожно-венерологична амбулатория, на поликлиника и редови лекар в Битоля (15 септември 1954 – 1 април 1964 година).
Димитър Несторов почива в началото на февруари 1968 година в Ниш при дъщеря си Лиляна. Погребан е в гробищата при църквата „Света Неделя“ в Битоля на 7 февруари 1968 година.